# Bramley, West Yorkshire
Bramley är en stadsdel i västra Leeds, i distriktet Leeds, i grevskapet West Yorkshire, i England. Det är ett område med industri sedan lång tid tillbaka och är ett tämligen typiskt arbetarklassområde. Det finns en mindre järnvägsstation i stadsdelen. Bramley var en civil parish 1866–1904 när blev den en del av Armley and Bramley. Civil parish hade 17 299 invånare år 1901. Byn nämndes i Domedagsboken (Domesday Book) år 1086, och kallades då Bramelei(a).
Namnet kommer från Bram eller Bramble, en vild buske, och ley, fält.